# Alain Paiement
Alain Paiement est un artiste canadien né en 1960 à Montréal, au Québec. Son travail se définit à partir de la photographie qu'il explore sous forme d'installations, de sculptures et de photomontages. Ses sujets sont très liés à la géographie, la topographie et l'architecture et les enjeux de son travail se situent autour de la construction de la vision.

## Biographie
Alain Paiement est né en 1960 à Montréal. Il a étudié à l'Université du Québec à Montréal où il obtient une maîtrise en arts plastiques en 1987. Il a également étudié à l'Université Paris I (1985-86) et à l'École Nationale Supérieure des arts visuels de La Cambre à Bruxelles (1983-84). Il a enseigné à l'Université d'Ottawa, à l'Université Concordia, à l'Université de Montréal et, depuis 2005, à l'Université du Québec à Montréal. Il vit et travaille à Montréal et est représenté par la Galerie Hugues Charbonneau à Montréal.
Il a principalement exposé au Canada, Belgique, France, États-Unis et Espagne. Ses œuvres font partie de différentes collections dont le Musée national des beaux-arts du Québec, le Musée d'art contemporain de Montréal, le Musée Canadien de la photographie contemporaine, Loto-Québec, Communauté Française de Belgique, General Electric (États-Unis), ARCO Madrid, Centre culturel canadien à Paris.
Il fut le premier Québécois invité au Whitney Museum de New York en 1992 pour l’exposition Power of the City / City of Power. Il a notamment participé en 1995 à Fotofeis, International Festival of Photography in Scotland, au Mois de la photographie à Paris en 1996, en 1999 à la 3e Biennale internationale de photographie de Tokyo et à la Kunsthalle de Krems en Autriche, à ARCO Madrid en 2004 et 2005. Il a entre autres reçu le prix Graff en 1997, a été nommé Ambassadeur de la culture de Bruxelles en 1999 et reçu le prix Louis-Comtois en 2002. Une œuvre d'art public réalisée par l'artiste ornera au cours des prochaines années, la station Lacordaire du Métro de Montréal.

## Pratique artistique
Photographe contemporain, Alain Paiement se démarque par sa réflexion sur la spatialisation de la photographie et sur la construction de la vision.
Son travail pourrait être considéré du point de vue de la photographie plasticienne telle que définie par Dominique Baqué, c’est-à-dire la photographie qui vient croiser les arts plastiques dans une pratique hybride des médiums.
De fait, les œuvres d’Alain Paiement se situent dans ce qu’on pourrait appeler de l’installation photo et de la photo-sculpture en ce qu’elles n’ont de sens que mises en scène dans un espace et un temps donnés. Cela s’affirme dès le début de sa production artistique. Selon Dominique Baqué, certains artistes - notamment au Québec et particulièrement Alain Paiement- interrogent avec une pertinence particulière les modalités d'exposition de la photographie en lui développant un espace, une architecture où elle s’inscrit et autour ou à l’intérieur desquelles le spectateur peut circuler.
Plus récemment, accompagnant un retour à des préoccupations picturales, la production artistique d’Alain Paiement donne lieu à des images photographiques dont la présentation peut sembler plus classique, c’est-à-dire sur un plan vertical au mur.  Néanmoins et plus subtilement, c’est à l’intérieur même des images, dans ce qu’elles représentent, que les jeux de perceptions spatiales opèrent, que les différentes temporalités se juxtaposent. Les mêmes opérations de découpages, inclinaisons et distorsions de l’image photographique ne se produisent plus sur des surfaces  concrètes dans l’espace réel, mais  à l’intérieur d’images composites reconstituées numériquement comportant de multiples points de fuite.

## Liste des principales expositions
- Cells: Leo Kamen Gallery, Toronto, 2008

- Expansibles  et Mosaïques Fluides: Intégration à l'architecture, Pavillon de biologie de l'UQÀM, Montréal, 2006

- Le monde en chantier: Galerie de l'UQÀM, Montréal, 2002; Musée national des beaux-arts du Québec, Québec, 2004; Oakville Galleries, Oakville, 2004.

- Refaire surface / Surfacing: Galerie Clark, Montréal, 2001; Tinglado 2, Tarragone, Espagne, 2004; Espace Contretype, Bruxelles, 2006; Maison Hongroise de la photographie, Budapest, 2007.

- Tangent/e: Centre canadien d'architecture, Montréal, 2003[8]

- Bruxelles à l'infini: Présenté par la galerie Contretype dans l'ancienne glacière de St-Gilles, Bruxelles, 2000; Centre international d'art contemporain, Cracovie, 2006; Museu de Arte Brasileira, Sao Paulo, 2007.

- Sometimes Square: Musée d'art contemporain de Montréal, Montréal, 1994;  Galerie VU, Québec, 1996;Musée d'art moderne et d'art contemporain de la Ville de Liège, 1997.

- Cent jours d'art contemporain: Chantier (Building Sight), Centre international d'art contemporain, Montréal, 1991

- Power of City / City of Power: Whitney Museum of American Art, New York, 1992

- Photo sculpture: Galerie Optica, Montréal, 1991; Centre Vu, Québec; Tournée canadienne (Oakville, Rimouski, Calgary, Edmonton)

- Amphitheatres: The Power Plant, Toronto, 1989; Centre culturel canadien à Paris, Paris, 1988

- Waterdampstrukturen: Galerie Appart' art actuel, Montréal, 1985

- Beyond Polders: Ancienne Brasserie Eckers, Montréal, 1987

## Musées et collections publiques
- Centre canadien d'architecture[9]
- Galerie de l'UQAM
- Galerie Leonard & Bina Ellen, Université Concordia
- Musée d'art contemporain de Montréal
- Musée des beaux-arts de Montréal
- Musée des beaux-arts du Canada
- Musée national des beaux-arts du Québec[10]